# Giacomo de Pass
Italien d'origine vénitienne, Giacomo de Pass est né à Marrakech (Maroc) le 10 novembre 1938.

## Biographie
En 1954, Giacomo de Pass commence une formation d'artiste aux Beaux-arts de Casablanca.
Lors de sa première exposition de groupe à Casablanca, il remporte un très vif succès. Il décide alors de partir suivre en élève libre des cours dans les académies de Barcelone, Madrid, Paris puis aux Beaux-arts de Venise et de Milan.
Il se rend finalement en France pour se confronter à l'École de Paris. Il participe alors à de nombreux salons et expositions au Maroc puis à Paris.
Il exposera par la suite dans de nombreuses villes et sera soutenu par différentes personnalités du monde de l'art, avant qu'en 1967 à 1986, les galeries Félix Vercel acquièrent l'exclusivité mondiale de ses œuvres et les exposent dans ses galeries à Paris, New York et Tokyo.
Aujourd'hui, ses thèmes de prédilection sont les Chemins de l'Espoir (les religions, le sport, la musique, comme voies de communication universelle entre les hommes), La Comédie humaine, Émotions orientales, Sujets et communication, etc.
Bibliographie:
"Mes Passions" par T Von Koenig, 1986, 
"G. de Pass Peintures, dessins, Sculptures" préfacé par André Bazin, Paris 1990.
"Je en Jeux" par Roger Bouillot, 
"Giacomo de Pass Expressionniste" par André Parinaud, 
"La Poursuite d'Iris" recueil de Poèmes d'Hervé Bazin, Imprimerie Nationale, Paris.
"La comédie Humaine" par Patrice de la Perrière, Milan 2005.
"La couleur de l'Ombre à la Lumière" Giacomo de Pass interviewé par Stéphanie Le Bail, Edition Glyphe, Paris 2016.